# Göncz Árpád városközpont metróállomás
A Göncz Árpád városközpont (korábban: Árpád híd) a budapesti M3-as metróvonal egyik állomása a Váci út/Róbert Károly körút csomópontban (azaz a Göncz Árpád városközpontban), a Dózsa György út és a Forgách utca között. A megállót 1984. november 5-én adták át a M3-as metróvonal III/A szakaszának részeként. 1990-ig ez volt az M3-as vonal északi végállomása. Az állomás 2017. november 4-e és 2019. március 29-e között a metróvonal felújítása miatt le volt zárva.

## Jellemzői

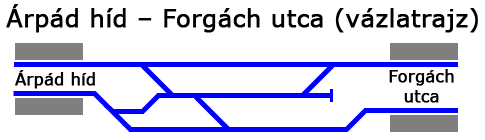
Az M3-as metró Göncz Árpád városközpont és Forgách utca állomások közötti szakaszának vázlatrajza

Az állomás szélsőperonos kialakítású, kéregvezetésű formában épült, 4,82 méterrel van a felszín alatt. Az állomás kijáratai a Váci út–Róbert Károly körút kereszteződése alatt lévő aluljáróba vezetnek. Az aluljáró az állomás alatt van összekötve.
Az állomás vágányelrendezése alkalmas a metróvonatok fordítására és azok tárolására is. A déli irányból érkező szerelvények csak a kihúzóvágányon tudnak irányt váltani, az északról érkezők pedig csak az állomás peronos vágányairól, a menetirány szerinti helyes és helytelen vágányok között pedig a váltókörzetben tud áttérni.
Az állomás felett lévő közúti felüljáró 8 pillérét a metróállomáson és üzemi tereken keresztül alapozták.

## Járműtűz
Az Árpád hídi kihúzóban történt az egyik legsúlyosabb budapesti metrótűz. 2011. április 19-én egy metrókocsi teljesen kiégett, a tűz átterjedt egy másikra is.

## Átnevezés
A XIII. kerületi Göncz Árpád városközpont kialakításával a kerület képviselőtestülete kezdeményezte a megálló nevének megváltoztatását is a 2016. március 10-i közgyűlésén, amelyet akkor a Fidesz képviselői is támogattak. 2018 elején a BKK Zrt. már ezen a néven szerepeltette a metróvonal felújításához kapcsolódó látványterveiben és közleményében. 2018 februárjában azonban a Fidesz már elfogadhatatlannak nevezte a névváltoztatást, mivel szerintük az „Magyarország hőseinek semmibe vétele”. Tarlós István főpolgármester is úgy nyilatkozott: túlzás lenne, ha a városközpont után a megállót is a néhai államfőről neveznék el, de a metrómegállók elnevezéséről még nem döntöttek, a Fővárosi Közgyűlés mindenképpen tárgyalni fog. Végül a BKK a felújítás után 2019. március 30-án a régi névvel helyezte üzembe az állomást, ami ellen a Momentum Mozgalom új névtáblákkal demonstrált egy héttel később. A megálló nevét végül 2020. január 31-én megváltoztatták. Az egyik, konzervatív sajtóban megjelent kritika szerint maga a városközpont elnevezés sem helytálló, mivel a tér csupán egy forgalmas közlekedési csomópont, aminek nincs városközpont funkciója, hiszen alig találhatók a területén ilyen jelleget biztosító intézmények.

## Átszállási kapcsolatok
Az M3-as metróvonal itt találkozik az 1-es villamossal, emiatt fontos átszállóhely a III. kerület felé.
| Göncz Árpád városközpont | 1, 1A 26, 32, 34, 106, 120 79 800, 815, 820, 821, 830, 832, 840, 848 | Volánbusz-állomás, Országos Rendőrfőkapitányság, Nyugdíjfolyósító Igazgatóság, József Attila Színház |

## Képek

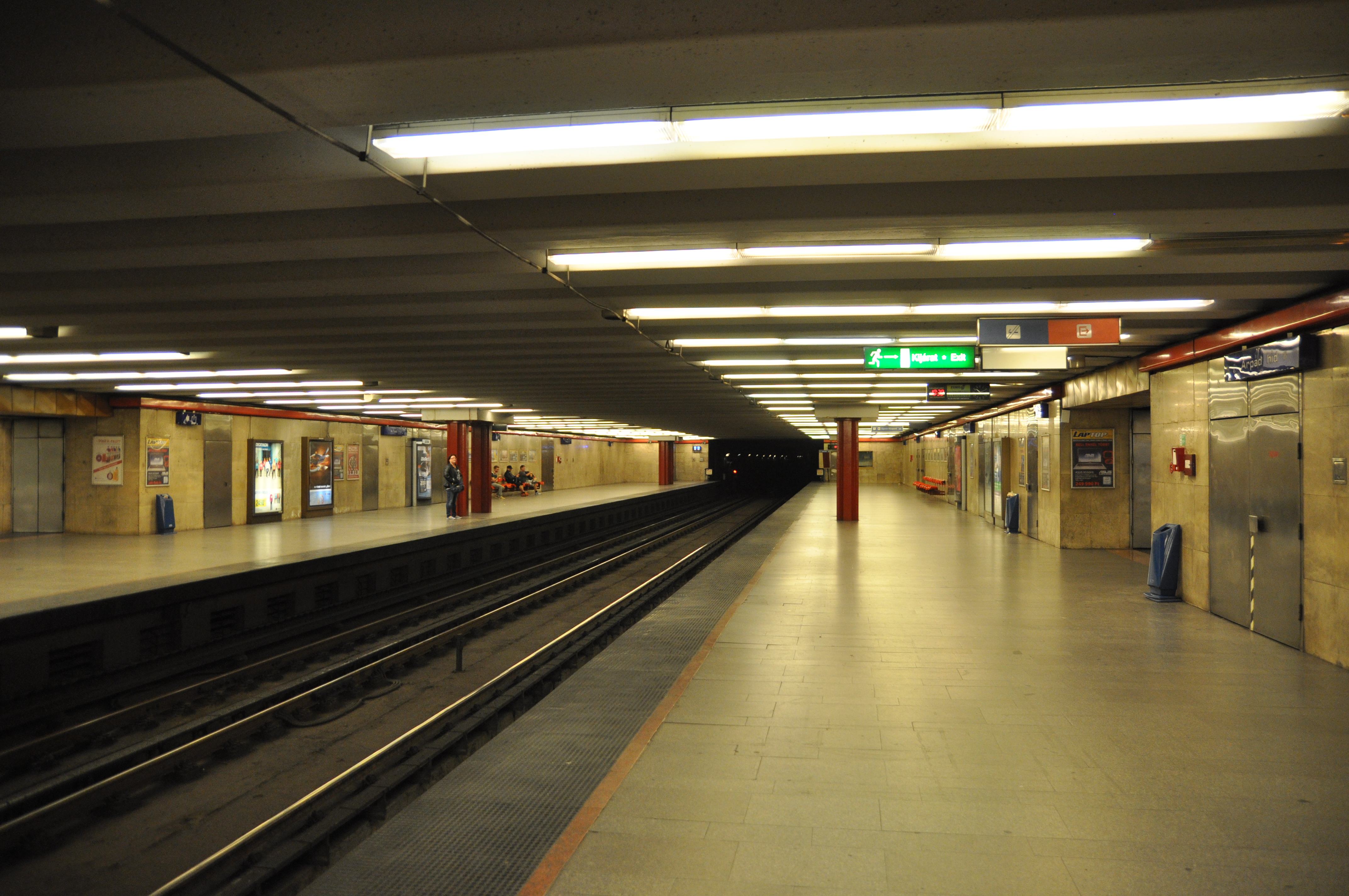
Felújítás előtt (2016)
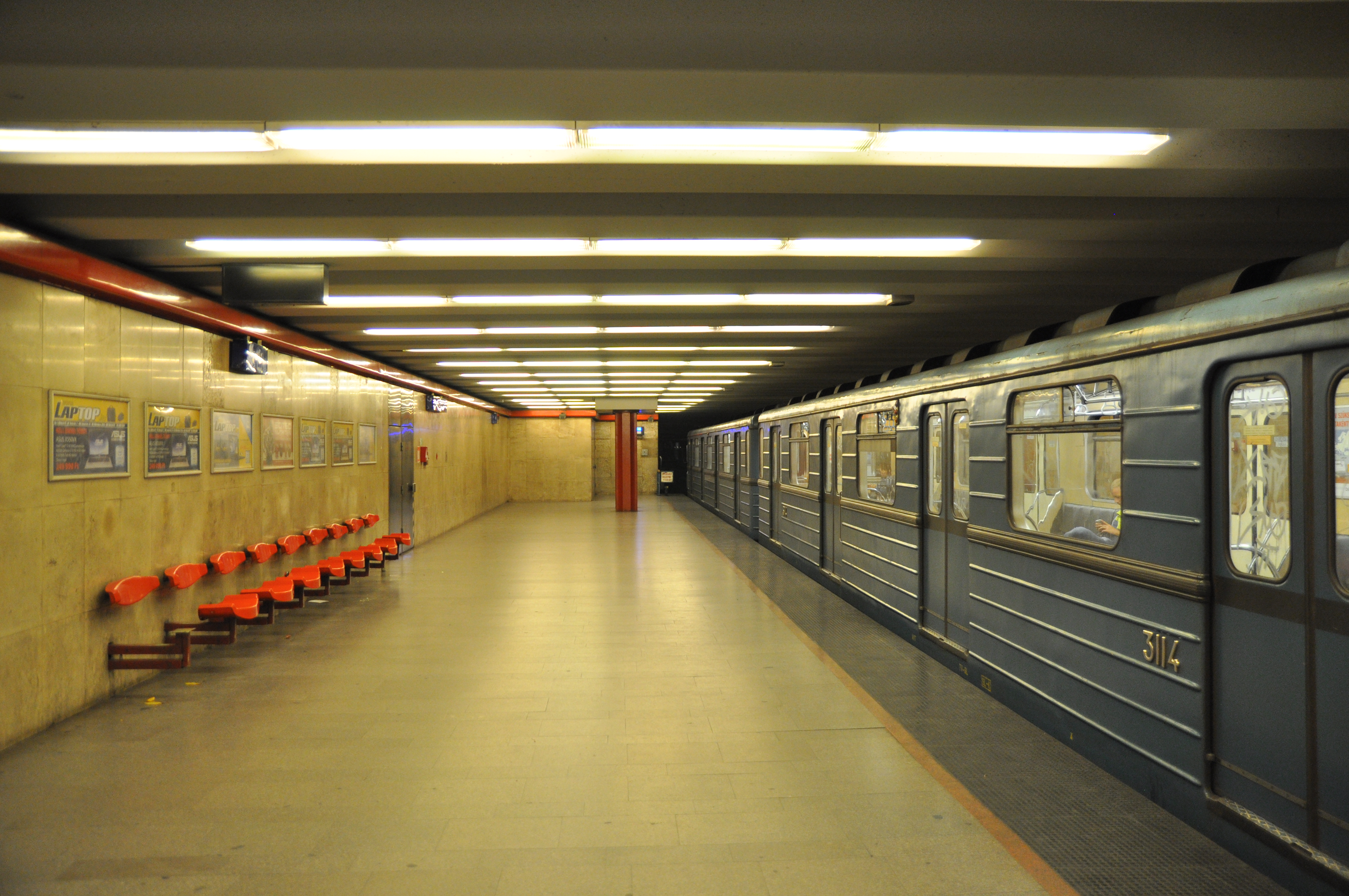
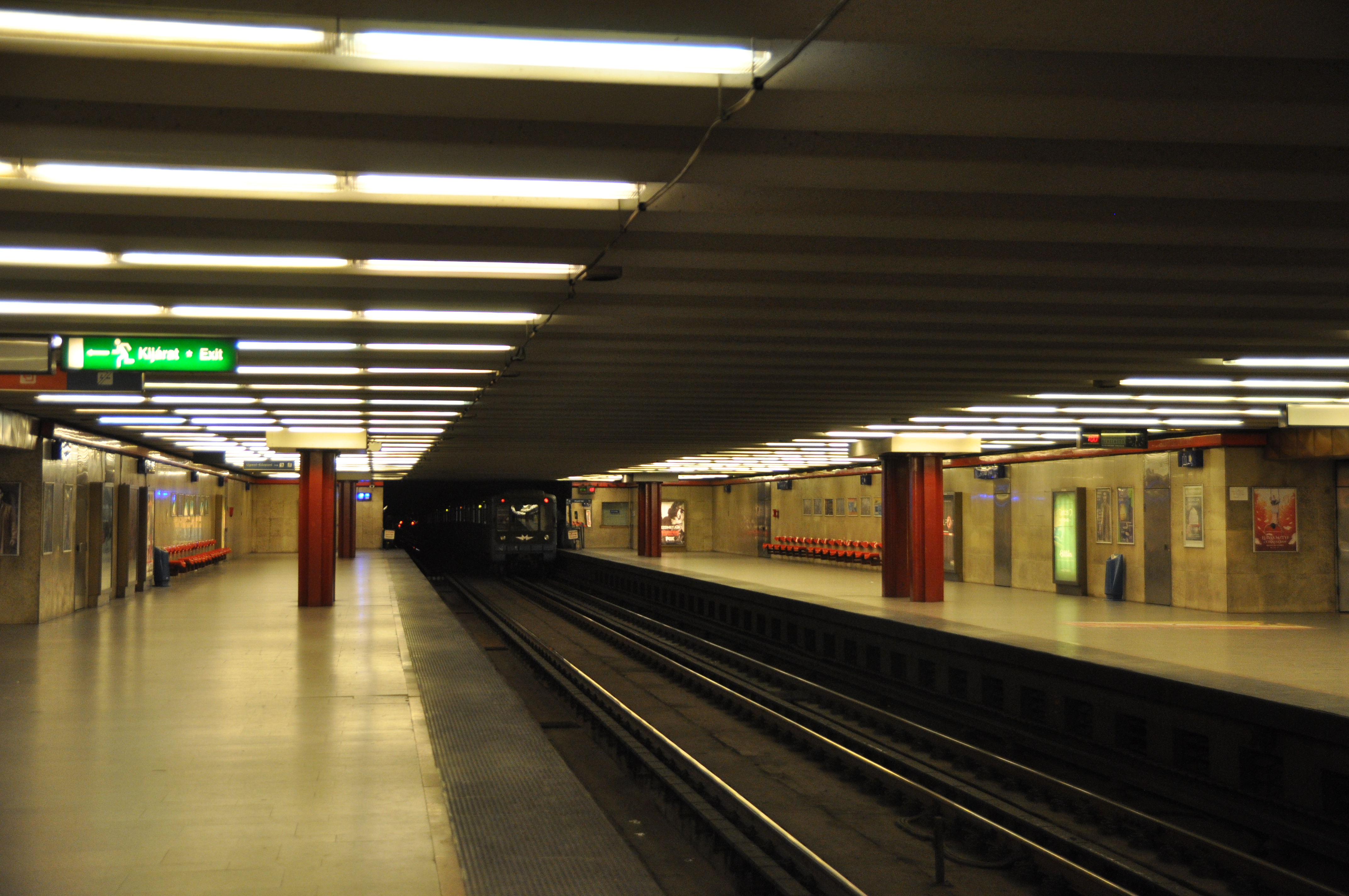
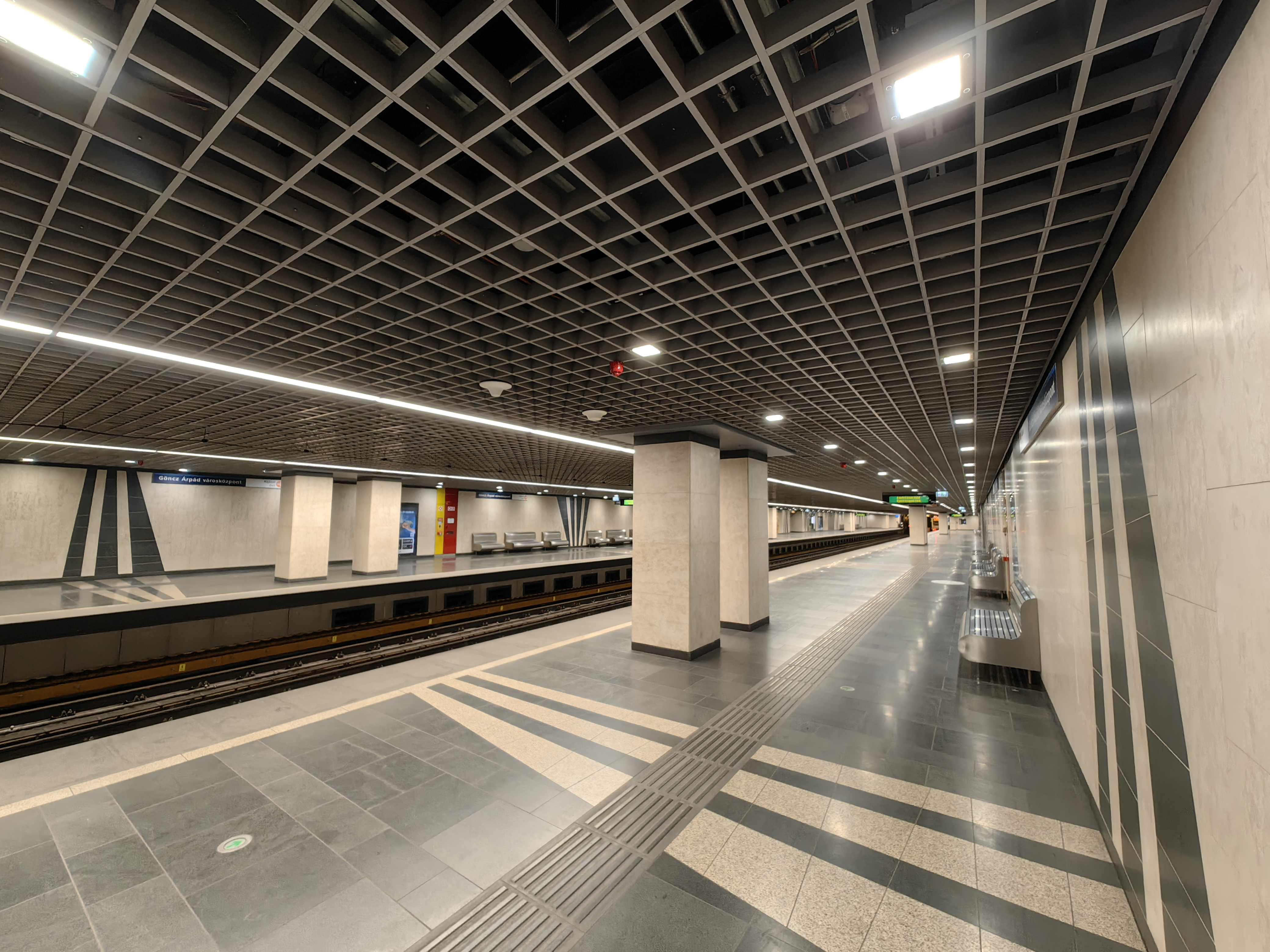
Felújítás után (2023)
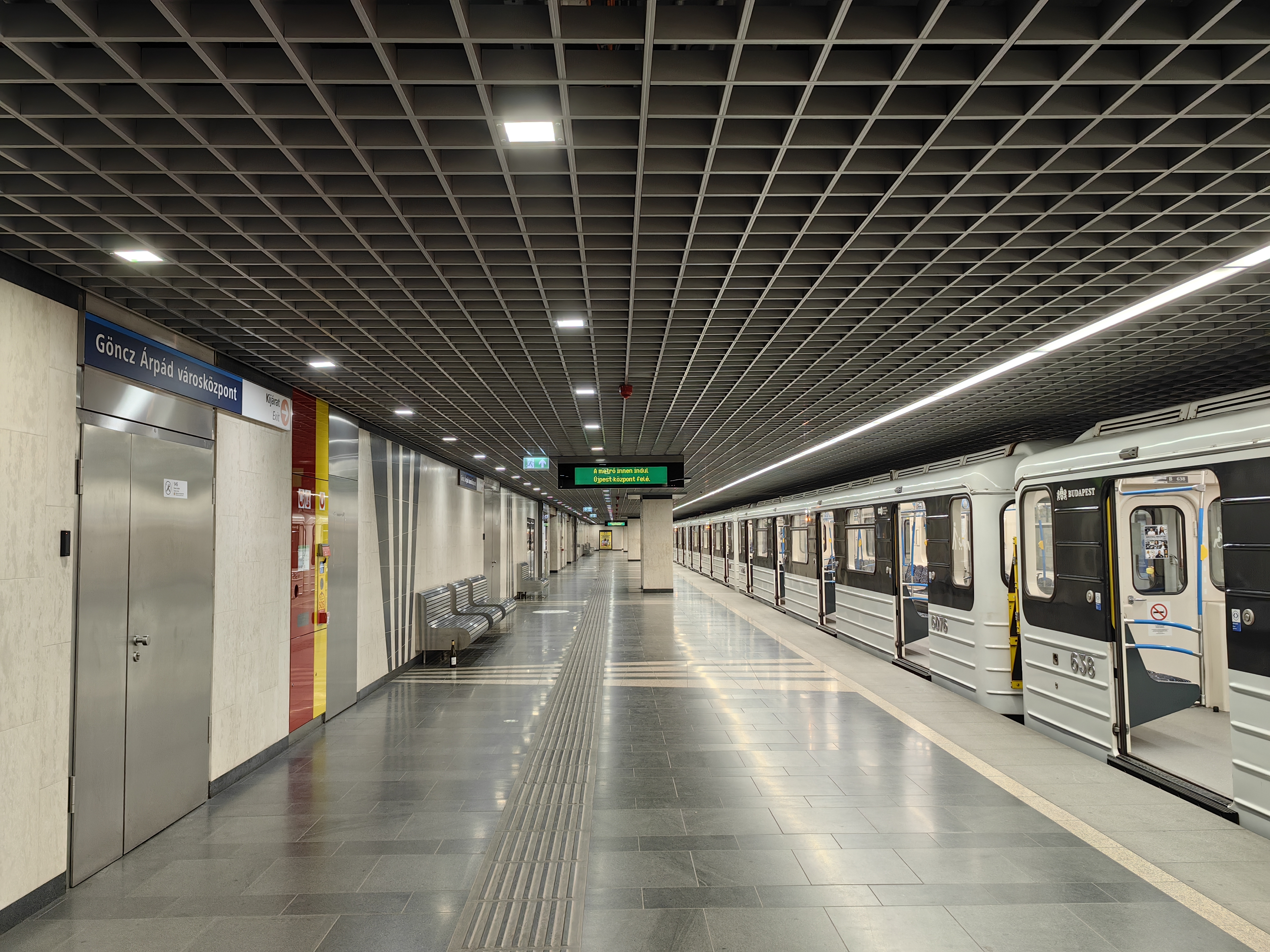
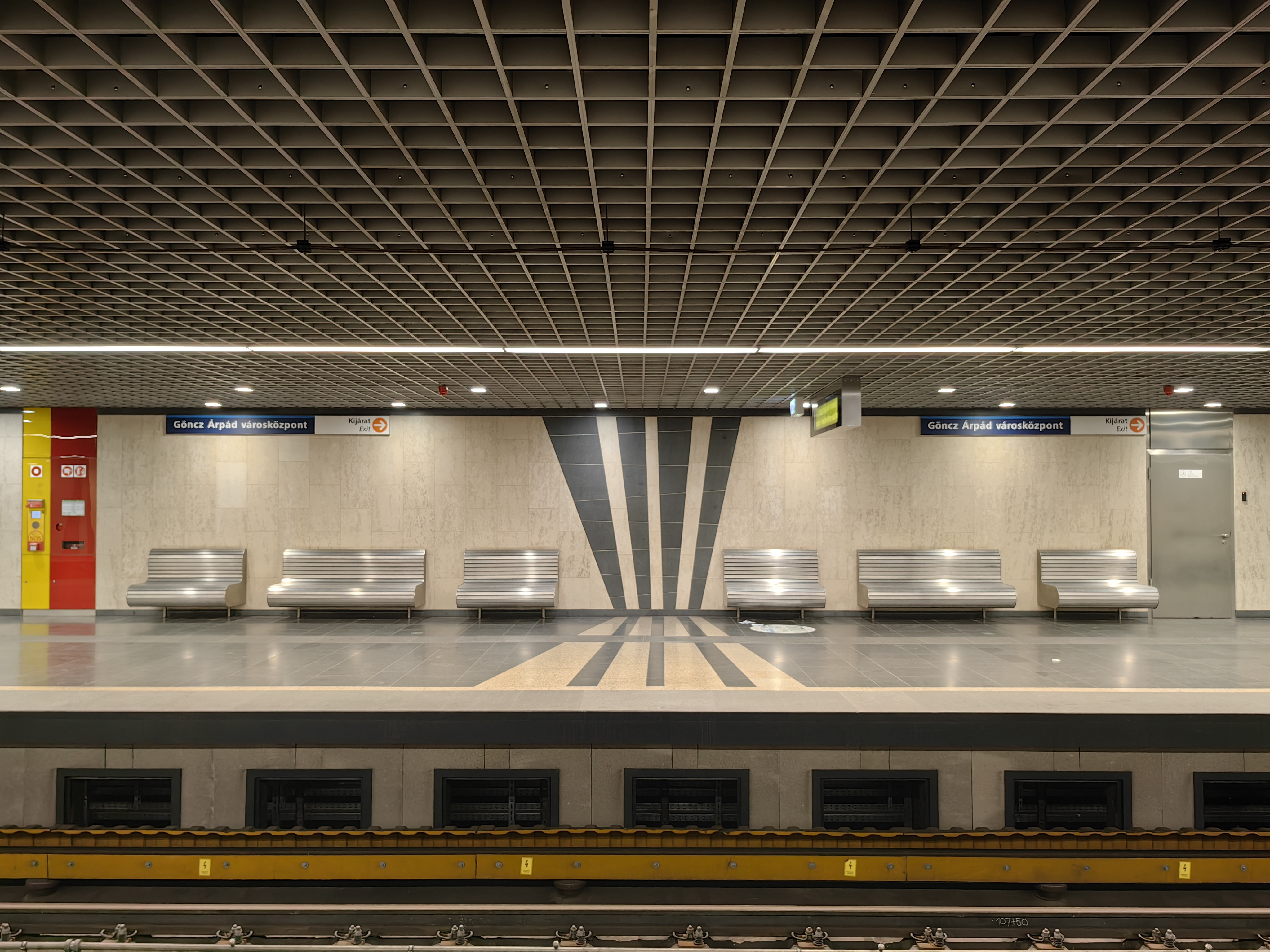